# Neurobox
A Neurobox egy 1995-ben alakult New York-i alternatív metal együttes, melynek gyakran sötét hangulatú dalait az énekes, K'noup Tomopoulos írja.

## Történet
A Neurobox-ot 1995-ben alapította K’noup Tomopoulos énekes és Hiram Rosario dobos. Eredetileg punk-rock zenekarnak indult, de hamarosan sötét tónusú alternatív metal stílusra váltottak. A zenekar kiegészült Carlos Alvaradoval (basszusgitár) majd 1998-ban Joe Mappleback-kal (gitár/billentyűk), és hamar a legendás New York-i CBGB’s állandó fellépőjévé vált. Első lemezük Calm címmel jelent meg 1998-ban, amit egy Neurobox című EP követett. A Calmról K'noup később elmondta, hogy egy olyan kezdeti időszakban született, mikor a saját stílusa még nem teljesen forrt ki, hangja kevésbé volt képzett és nem igazán tudta, honnan merítsen inspirációt a zenéhez. Az albumon tizenegy dal található, és, bár kétség kívül kiforratlanabb és kevésbé professzionális, mint a későbbi albumok, de egyértelműen felfedezhetőek rajta a jellemző Neurobox stílusjegyek.
2000-ben jelent meg leghosszabb, és legkiforrottabb koncept albumuk Eve címmel. K’noup bevallása szerint a klasszikus zene és a black metal volt rá legnagyobb hatással zenei karrierjének kezdetén, utóbbinak közvetlen nyoma megnyilvánul a tiszta ének mellett gyakori hörgésekben és torzított sikolyokban. „Megtanultam, hogy ahhoz, hogy eggyé válj a zenéddel, először hagynod kell, hogy az beszéljen hozzád. Ezután megírtam a Neurobox Eve albumát, az akkori létezésem opuszát, és valószínűleg a mai napig az egyik legjobb munkámat." Az alapvetően alternatív metál lemezen több dal között zajokból és hangokkal való kísérletezgetésekből álló átvezető számok találhatóak, az utolsó, San Michele című dal pedig műfajilag is teljesen kilóg a sorból: egy inkább világzenei ihletésű, olaszos ballada, amely K’noup későbbi zenekarának, a Vizanak a kezdeteit jelentette.
K’noup 2002-ben Los Angeles-be költözött, de a Neurobox nem szűnt meg: megismerkedett Alex Khatcherian-nal, aki átvette Carlos helyét a basszusgitárnál, Carlos pedig a zenekarból kilépő Joe helyett gitározott. A formáció kiegészült a billentyűs Suguru Onakával. 2004-ben elkészítették Above the stars c. EP-jüket, amely az Eve szellemiségét követve továbbra is megmaradt az alternatív metál hangzásnál, de nem hiányoztak róla az újszerű, kísérletező megoldások sem, mint a Suguru szintetizátorának köszönhetően reneszánsz hangzású Masquarade. Ez az album is egy műfajilag teljesen eltérő, lassú, akusztikus dallal, a My Bike-kal zárul.
2005-ben három különálló dalt jelentettek meg Levitation, Think és Slither címmel. K’noup, Hiram, Alex és Suguru más zenészekkel kiegészülve ezután megalapították a Vizát, így a Neurobox háttérbe szorult, bár hivatalosan sosem szűnt meg. 2011-ben még kiadtak egy EP-t B-sides címmel, amelyen négy korábban felvett, de addig meg nem jelentetett dal kapott helyet. K’noup egy Facebook posztban így írt az 1999-ben felvett Invulnerable Means c. számról: „Kérdés nélkül ez volt az, amikor megtaláltam évek kísérletezgetése után a saját „K’noup” hangomat.”
2019 tavaszán K’noup szociális média posztjaiban utalt arra, hogy ismét készül a Neurobox stílusában dalokat felvenni, majd 2020 elején bejelentette, hogy ismét együtt dolgozik egykori alapítótársával, Hiram Rosarioval egy új albumon, mely a Fall of man címet kapta. Az első dal The Night Cometh címmel 2020. április 1-jén jelent meg, a hozzá tartozó grafikát Alex Zablotsky készítette, aki a Viza kapcsán már korábban is együttműködött K'nouppal. A dal hangulatában a sötét, boszorkányokkal és átkokkal benépesített középkori hiedelmeket idézi, a háttérben baljóslatú szintetizátor dallammal és K'noup agresszív vokáljával. A ritmusgitárt és a szintetizátort K'noup játszotta fel, míg a szólógitárt a dalon dolgozó hangmérnök, Yury Anisonyan.
"Az elmúlt tíz évben mindig írtam Neurobox dalokat a háttérben annak reményében, hogy egyszer napvilágra kerülhetnek, és most egészen elképesztőnek tartom, hogy ez megtörténhet régi barátommal és zenésztársammal, Hiram Rosarioval. A Fall of Man tizenhárom sötét opusból fog állni, szóval, számítsatok a kiszámíthatatlanra." mondta K'noup.
A Fall of man 2021. február 26-án jelent meg. Kevésbé experimentális album, mint az Eve, de nem hiányoznak róla a Neurobox-ra jellemző hirtelen ritmusváltások, kiszámíthatatlan csavarok. A dalok egy része sötét, gót hangulatú, mások inkább gyors, punkos hangzásúak. Az albumon ismét közreműködött Dave Eggar csellista, aki már korábban is dolgozott együtt a Neurobox-szal (Levitation, Slither, Think), a szólógitárt pedig, akárcsak a Night Cometh esetében, Yury Anisonyan hangmérnök játszotta fel. Visszatérő "karakter" a "Gibbering Mr. Success", aki akárcsak az Eve albumon, az élet nagy tanulságairól motyogva reflektált az eltelt húsz évre.
Ugyanezen év októberében egy szóló dallal jelentkezett ismét a zenekar, Ghost of Hallow's Eve címen, jelenleg pedig a Judas Priest Breakin the law c. dalának feldolgozását készítik, ami várhatóan 2022 januárjában fog megjelenni.

## Diszkográfia
- Calm (album, 1998)
- Neurobox (EP, 1998)
- Eve (album, 2000)
- Adam (2005)
- B-sides (EP, 2011)
- The Night Cometh (single, 2020)
- Fall of man (album, 2021)
- The Ghost of Hallow's Eve (single, 2021)